# والتر كي جريشام
والتر كوينتين غريشام (بالإنجليزية: Walter Q. Gresham)‏ (17 مارس 1832 - 28 مايو 1895) هو رجل دولة ومشرع أمريكي. وعمل كقاض اتحادي وفي مجلس وزراء رئيسين. كان ينتمي إلى الحزب الجمهوري في معظم مسيرته السياسية لكنه انضم إلى الحزب الديمقراطي في وقت متأخر من حياته.
بدأ غريشام مسيرته القانونية في كوريدون، إنديانا بعد حضور جامعة إنديانا في بلومينغتون. وترشح عن الحزب الجمهوري في انتخابات 1856 وفاز بالانتخابات لمجلس نواب ولاية إنديانا في عام 1860. وكان جنرالا في جيش الاتحاد خلال الحرب الأهلية الأمريكية، وشارك في حصار فيكسبيرغ وغيرها من المعارك الكبرى. ثم عينه الرئيس يوليسيس جرانت بعد الحرب في محكمة مقاطعة الولايات المتحدة لمنطقة إنديانا. وظل غريشام في تلك المحكمة حتى عام 1883، عندما استقال من منصبه ليصبح منصب مدير عام البريد ثم أصبح وزير الخزانة لفترة وجيزة، وكلاهما في عهد الرئيس تشيستر آرثر. قبل جريشام بعدها تعيينه في محكمة الدائرة الأمريكية عن الدائرة السابعة.
وكان غريشام مرشحا للرئاسة في المؤتمر الوطني الجمهوري في انتخابات 1884 وعام 1888. وأتاه أغلب الدعم من النقابات الزراعية مثل تحالف المزارعين. انشق جريشام عن الحزب الجمهوري في الانتخابات الرئاسية عام 1892، ودعا إلى انتخاب المرشح الديمقراطي غروفر كليفلاند. استقال غريشام من منصبه السابق بعد فوز كليفلاند في الانتخابات ليتولى منصب وزير الخارجية. شغل جريشام هذا المنصب حتى وفاته في عام 1895.

## روابط خارجية
- والتر كي جريشام على موقع الموسوعة البريطانية (الإنجليزية)
- والتر كي جريشام على موقع إن إن دي بي (الإنجليزية)